# Rivière Beauchêne (rivière Outaouais)
Pour les articles homonymes, voir Rivière Beauchêne (rivière Shipshaw) et Beauchêne.
La rivière Beauchêne est un cours d'eau de la municipalité de Témiscaming, dans la municipalité régionale de comté (MRC) de Témiscamingue, dans la région administrative de l'Abitibi-Témiscamingue, au Québec, au Canada.
Dès la deuxième moitié du XIXe siècle, la foresterie a été l'activité économique prédominante dans le secteur.

## Géographie
Les bassins versants voisins de la rivière Beauchêne sont :
- Côté nord : lac Kipawa, lac Grindstone ;
- Côté est : lac Beauchêne, lac Caugnawana ;
- Côté sud : rivière Antoine (Québec), décharge des lacs Paterson et Hardwood ; ruisseau de l'est ;
- Côté ouest : rivière des Outaouais.

Cours supérieur de la rivière (segment de 20,6 km)
La rivière Beauchêne prend sa source au lac de l'Espoir (altitude : 337 m). Ce lac est situé dans le territoire non organisé de Les Lacs-du-Témiscamingue, à l'est du lac Thompson (altitude : 318 m).
À partir du lac de l'Espoir, le courant coule sur 1,3 km vers le sud-ouest jusqu'à la rive est du lac Thompson que le courant traverse sur 1,5 km vers le nord-ouest, jusqu'au fond d'une baie étroite ; puis sur 3,2 km vers le nord-ouest notamment en traversant le lac Paradis (altitude : 318 m) sur 0,5 km, jusqu'à la rive est du lac Spearman (altitude : 311 m) que le courant traverse sur 2,1 km vers l'ouest ; puis 1,5 km vers l'ouest en traversant un lac sans nom (altitude : 311 m) jusqu'à la rive est du lac de la Tête d'Orignal (altitude : 311 m) que le courant traverse sur 6,1 km vers le nord-ouest ; puis 4,9 km vers le nord-ouest jusqu'à la rive sud-est du lac Bryson (altitude : 305 m).
Cours inférieur de la rivière (segment de 37,7 km)
À partir de l'embouchure du lac Bryson, la rivière Beauchêne coule sur 5,3 km vers le sud-ouest notamment en traversant sur 3,2 km le lac du Pin Rouge (altitude : 305 m). Puis, la rivière coule sur 15,2 km vers le sud-ouest, puis vers le nord-ouest, jusqu'à la rive est du lac Beauchêne.
Le lac Beauchêne (altitude : 244 m) constitue le principal plan d'eau alimentant la rivière Beauchêne. Le courant traverse le lac Beauchêne sur 14,4 km vers l'ouest, jusqu'à son embouchure. À partir du lac Beauchêne, la rivière Beauchêne coule sur 2,8 km vers l'ouest, puis le sud, jusqu'à son embouchure où la rivière se déverser au fond d'une baie sur la rive est de la rivière des Outaouais, près du hameau Beauchêne et à 9,3 km (en ligne directe) au sud du village de Témiscaming.

## Toponymie
Le toponyme « rivière Beauchêne » a été officialisé le 5 décembre 1968 à la Banque des noms de lieux de la Commission de toponymie du Québec.